# ГЕС Пічі-Пікун-Леуфу
ГЕС Пічі-Пікун-Леуфу (ісп. Embalse de Pichi Picún Leufú) — гідроелектростанція в центральній Аргентині на межі провінцій Неукен та Ріо-Негро. Знаходячись між ГЕС П'єдра-дель-Агіла (вище за течією) та ГЕС Ель-Чокон, входить до складу каскаду на річці Лімай, яка є правим витоком Ріо-Негро (впадає в Атлантичний океан за 250 км на південь від Баїя-Бланки).
У межах проекту річку перекрили земляною греблю із бетонним облицюванням висотою 45 метрів та довжиною 1045 метрів, яка потребувала 1,56 млн м3 матеріалу. Вона утримує водосховище з площею поверхні 19 км2 та об'ємом 197 млн м3, в якому відбувається коливання рівня поверхні між позначками 477 та 479 метрів НРМ.
Біля правого берегу розташована бетонна ділянка греблі, яка включає шість шлюзів для пропуску надлишкової води та машинний зал. Останній обладнали трьома турбінами типу Каплан потужністю по 87 МВт, що при напорі 20,7 метра забезпечують виробництво 1080 млн кВт-год електроенергії на рік.